# 西伯利亚卷柏
西伯利亚卷柏（学名：Selaginella sibirica）为卷柏科卷柏属下的一个种。其种加词“sibirica”意为“西伯利亚的”。